# Robert Couturier
Robert Couturier, nacido el 2 de mayo de 1905 en Angoulême y fallecido el 1 de octubre de 2008 en París, fue un escultor francés.

## Datos biográficos
En 1920, se integra en la école Estienne en París y recibe formación como litógrafo. tras la muerte de su padre , debe suspender sus estudios y comenzar a trabajar en los talleres de litogrfía de París.
En 1929 se fecha su encuentro con el escultor Alfred Janniot. En 1930, obtiene el premio Blumenthal .
Antiguo alumno de Aristide Maillol, miembro fundador del Salon de Mai, fue laureado por la Fundación americana por el pensamiento y el arte francés en 1930. En 1932, comienza su trabajo como profesor de dibujo Paris. En ese momento entra en contacto con numerosos pintores, entre ellos Henri Matisse, del que recibió numerosos consejos. En la escuela de Artes Decorativas de París fue profesor de muchos artistas entre otros del escultor Claude Abeille. En 1937, realizó las esculturas para el pabellón de la elegancia en la exposición internacional en colaboración con el arquitecto Emile Aillaud. En 1938, fue colaborador de Aristide Maillol.
Prisionero durante la Segunda Guerra Mundial, se evadió y pasó a la zona libre. Tras la Libración de Francia, fue nombrado profesor en la escuela de Artes decorativas, en París.
- 1947 : Exposición anglo-francesa Art Center, Londres.
- 1950 : Bienal de Venecia.
- 1951 : Bienal de Sao-Paulo.
- 1966 : Premio Wildestein .
- 1970 : Exposición en el museo Rodin.
- 1975 : Exposición en la Monnaie de Paris.

Falleció a la edad de 103 años.

## Obras
Obras en los Museos de París, y fuera de la ciudad en : Bayeux, Poitiers, Madrid, Río de Janeiro, Boston, Jerusalén, Hakone, Amberes, La Habana.
Entre las mejores y más conocidas obras de Robert Couturier se incluyen las siguientes: